# Elizabeth Line
La Elizabeth Line è un servizio ferroviario urbano e suburbano a servizio della città di Londra e della sua area metropolitana.
I treni della linea corrono per 136 chilometri da Reading (63 km a ovest di Londra) o da Heathrow fino a Shenfield (nel nord-est) o Abbey Wood (nel sud-est). Lungo la Great Western Main Line (tra Paddington e Reading) e lungo la Great Eastern Main Line (tra Stratford e Shenfield) il servizio condivide i binari con altri servizi ferroviari, mentre nella tratta centrale utilizza il Crossrail, ossia il passante ferroviario a due canne lungo 21 km appositamente costruito per attraversare il centro di Londra.
L'Elizabeth Line è gestita dalla società MTR Corporation, su concessione di Transport for London in maniera analoga alla London Overground.

## Storia
Proposte per la costruzione di una galleria ferroviaria che permettesse ai treni di attraversare il centro di Londra si sono susseguite negli anni a partire dal 1948.
L'obiettivo principale che si intendeva ottenere con la costruzione di questa galleria ferroviaria e del relativo servizio è l'alleggerimento del carico su diverse linee della metropolitana di Londra, come la linea Central e la District, che hanno essenzialmente la medesima direzione est-ovest, e la Piccadilly nella diramazione di Heathrow.
I lavori del passante ferroviario sono iniziati nel maggio del 2009.
Prima del completamento del passante ferroviario è stato pianificato il passaggio di alcuni dei servizi passeggeri delle diramazioni esterne di quella che sarebbe divenuta l'Elizabeth Line dalle varie compagnie ferroviarie a Transport for London, per procedere poi all'inclusione della concessione all'Elizabeth Line.
Questo trasferimento di concessioni è stato effettuato a varie tappe a partire dal maggio del 2015. La prima tranche è avvenuta nella sezione orientale della linea, tra la stazione di Liverpool Street e quella di Shenfield, dove la concessione è stata trasferita dall'operatore incumbent Greater Anglia a TfL; i servizi di questa tratta sono stati brandizzati TfL Rail. Dal maggio 2018, TfL Rail ha operato anche nella tratta occidentale tra Paddington e Heathrow (precedentemente effettuata da Heathrow Connect).
Al fine di permettere l'esecuzione dei servizi a pieno regime, oltre che la costruzione del passante ferroviario sotto il centro di Londra, si è rivelato necessario un aggiornamento al sistema di segnalamento della Great Western Main Line.
Il 23 febbraio 2016, durante la visita della regina Elisabetta II presso la costruenda stazione di Bond Street, l'allora primo cittadino Boris Johnson ha annunciato che, una volta completata la costruzione del Crossrail, il servizio ferroviario che avrebbe servito lo stesso si sarebbe chiamato "Elizabeth Line".
Il 17 maggio 2022 il Crossrail è stato ufficialmente inaugurato dalla Regina Elisabetta II, come parte delle manifestazioni organizzate in occasione del suo giubileo di platino. La sua partecipazione all'evento non era prevista, ma ha deciso comunque di presenziarvi con il figlio Edoardo per svelare la targa commemorativa dell'inaugurazione ufficiale che recita:
Il 24 maggio 2022 sono iniziano i servizi tra Paddington e Abbey Wood e, contemporaneamente, i servizi di TfL Rail sono stati soppressi e sostituiti da quelli dell'Elizabeth Line.

### Cronologia
| Fase  | Carta geografica                                                  | Date di completamento | Date di completamento | Note | Completamento |
| Fase  | Carta geografica                                                  | Prevista              | Effettiva             | Note | Completamento |
| ----- | ----------------------------------------------------------------- | --------------------- | --------------------- | --- | ------------- |
| 0     | Mappa della Fase 0 del Progetto Crossrail (2015)                  | maggio 2015           | 31 maggio 2015        | Il servizio "metro" esistente tra Liverpool Street (stazione della National Rail) e Shenfield è stato trasferito da Abellio Greater Anglia a TfL Rail | Sì            |
| 1     | Mappa della Fase 1 del Progetto Crossrail (2017)                  | maggio 2017           | 22 giugno 2017        | I treni di Class 345 iniziano a circolare tra Liverpool Street e Shenfield in formato ridotto | Sì            |
| 2a    | Mappa della seconda fase del Crossrail nel 2018                   | maggio 2018           | 20 maggio 2018        | Servizio esistente tra Paddington (stazione della National Rail) e Heathrow Terminal 4 trasferito da Heathrow Connect. Il servizio navetta esistente tra i terminal 2 e 3 di Heathrow e il terminal 4 di Heathrow è stato trasferito dall'Heathrow Express, entrambi a TfL Rail                          | Sì            |
| 5a    | Mappa della Fase 5a del Progetto Crossrail (aggiunta nel 2019)    | N/A                   | 15 dicembre 2019      | La maggior parte dei servizi con fermate tra Paddington e Reading è stata trasferita dalla Great Western Railway alla TfL Rail, operando fino a 4 tph. I primi treni TfL in servizio pubblico per Reading sono circolati il 25 novembre 2019 come lancio graduale del servizio                           | Sì            |
| 2b    | Mappa della Fase 2b del Progetto Crossrail (2018)                 | maggio 2018           | 30 luglio 2020        | I treni di classe 345 iniziano a circolare tra Paddington e Heathrow | Sì            |
| 4a    | Mappa della Fase 4a del Progetto Crossrail (aggiunta nel 2021)    | N/A                   | 26 maggio 2021        | I treni di classe 345 in formato integrale iniziano a circolare tra Liverpool Street e Shenfield | Sì            |
| 3     | Mappa della Fase 3 del Progetto Crossrail (2018)                  | dicembre 2018         | 24 maggio 2022        | Iniziano i servizi tra Paddington (stazione della Elizabeth Line) e Abbey Wood; questa sezione e le rotte TfL Rail esistenti sono state rinominate Elizabeth Line. Frequenze fino a 12 tph | Sì            |
| 4b/5b | Mappa della Fase 4b/5b del Progetto Crossrail (aggiunta nel 2022) | N/A                   | 6 novembre 2022       | Iniziano i servizi della Elizabeth Line tra Paddington e Shenfield via Whitechapel e Liverpool Street (stazione della Elizabeth Line), nonché i servizi della Elizabeth Line tra Reading/Heathrow e Abbey Wood via Paddington. I due servizi sono gestiti in parallelo, condividendo il tunnel centrale. | Sì            |
| 5c    | Mappa della Fase 5c del Progetto Crossrail (2019)                 | dicembre 2019         | 21 maggio 2023        | Si apre il percorso completo, che collega Abbey Wood e Shenfield all'aeroporto di Heathrow via Paddington. I servizi esistenti tra Reading e Paddington si estendono ad Abbey Wood e Shenfield | Sì            |

## Linea e infrastrutture
La Elizabeth Line è basata su due nuovi tunnel in direzione est-ovest, passanti sotto il centro di Londra, che connetteranno la Great Western Main Line, presso Paddington, alla Great Eastern Main Line, presso Stratford. Una seconda diramazione devierà dalla stazione di Whitechapel verso Abbey Wood, passando per i Docklands ed emergendo poi a Custom House su una porzione in disuso della North London Line, quindi sotto il letto del Tamigi. I treni andranno da Maidenhead e Heathrow a Shenfield e Abbey Wood, sostituendo i servizi esistenti.

### Nome e logo

Roundel della Elizabeth Line, contraddistinto dal colore viola con il quale è identificata sulle mappe

La denominazione attuale della linea è stata scelta in omaggio alla regina Elisabetta II. Il logo di tale linea è il classico roundel utilizzato da tutti i servizi gestiti da Transport for London, costituito da una barra blu recante il nome del servizio e un anello viola sul retro, con il quale è identificata sulle mappe ufficiali e nelle stazioni, come avviene per la metropolitana e l’Overground.
Il nome precedente, Crossrail, è il nome del progetto e della società per azioni, interamente partecipata da TfL, costituita appositamente per eseguire i lavori di costruzione.
TfL Rail è stato un marchio intermedio utilizzato da maggio 2015 a maggio 2022, impiegato sul servizio tra Paddington e Heathrow Terminal 5 e Reading, nonché sui treni tra Liverpool Street e Shenfield.

### Sezione occidentale

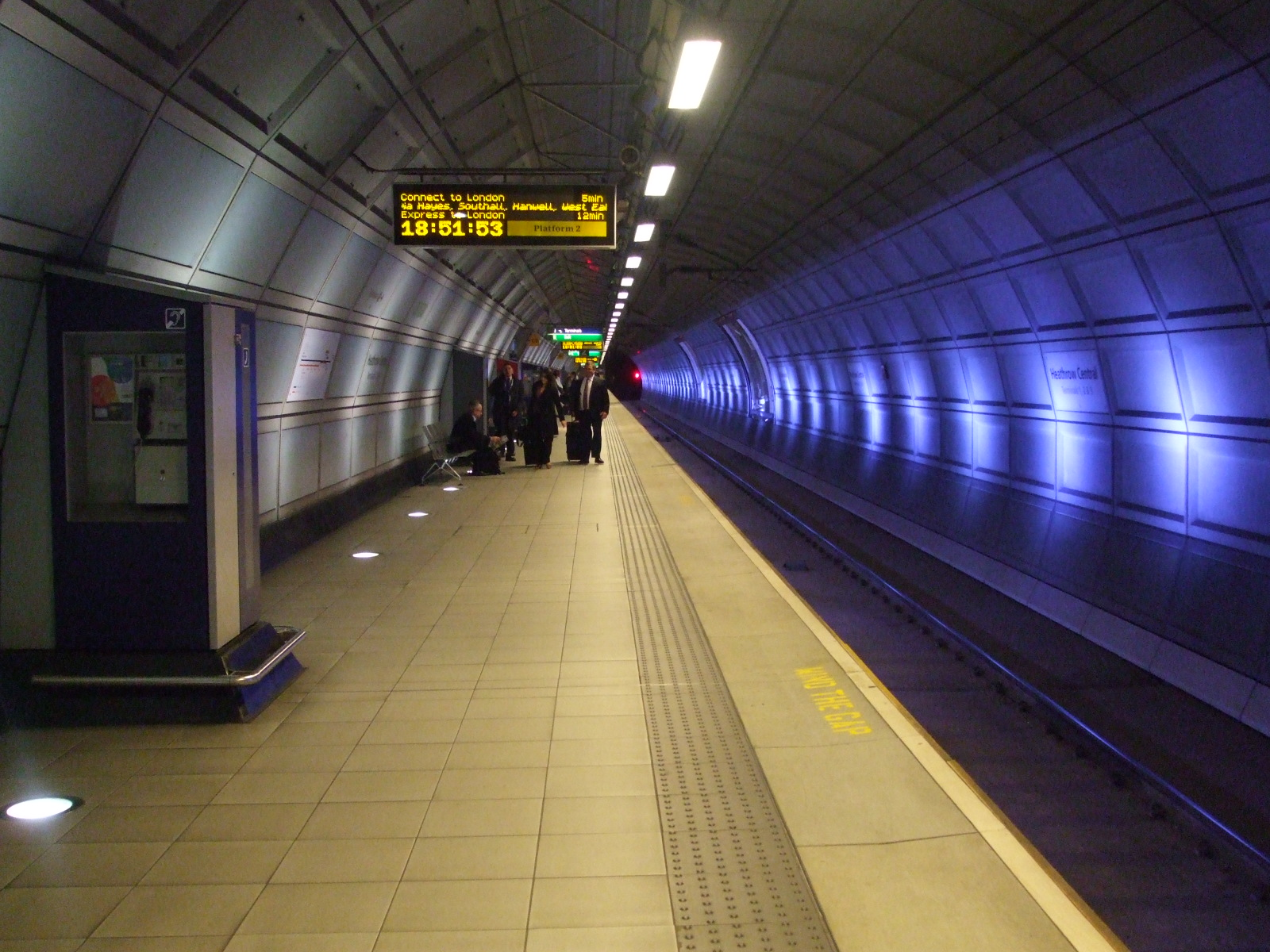
Una banchina della stazione di Heathrow Central.

La sezione occidentale corre in superficie da Reading a Acton Main Line, ad eccezione della diramazione per l'aeroporto di Heathrow. È previsto il rinnovamento delle stazioni di Maidenhead, Taplow, Burnham, Slough, Langley, Iver, West Drayton, Hayes e Harlington, Southall, Hanwell, West Ealing, Ealing Broadway e Acton Main Line. L'unica stazione che è stata rinnovata è quella di Reading.
La diramazione di Heathrow include le stazioni di Heathrow Terminal 4 e di Heathrow Central e si unisce al percorso principale del Crossrail presso il Bivio dell'Aeroporto (Airport Junction, in inglese), tra West Drayton e Hayes e Harlington.
Inizialmente, Crossrail aveva pianificato come capolinea della sua linea Maidenhead, salvaguardando un'eventuale successiva estensione per Reading. Il 27 marzo 2014, tuttavia, è stato annunciato ufficialmente che la linea si sarebbe estesa fino a Reading.

### Sezione centrale
Le gallerie centrali corrono da un portale situato appena a ovest della stazione di Londra Paddington fino a Whitechapel, dove torna in superficie prima di rientrare sotto terra verso Stratford e Canary Wharf.
Sono state o verranno costruite nuove stazioni a Paddington, Bond Street, Tottenham Court Road, Farringdon, Liverpool Street, Whitechapel e Canary Wharf, che permetteranno interconnessioni con la metropolitana, l'Overground, la DLR e altri servizi nazionali.
- Paddington (con servizi aggiuntivi);
- Bond Street (con servizi aggiuntivi);
- Tottenham Court Road (ricostruita);
- Farringdon, corrispondenza con Thameslink e Barbican;
- Liverpool Street, interconnessione con Moorgate;
- Whitechapel (con servizi aggiuntivi);

Ad agosto 2018 l'apertura di questa tratta è stata ritardata da dicembre 2018 fino all'autunno 2019. Prima di questo ritardo la sezione orientale doveva essere connessa a maggio 2019, così come la sezione occidentale doveva essere aperta a dicembre 2019, ora le date sono incerte.

### Sezione orientale

#### Diramazione Whitechapel - Shenfield

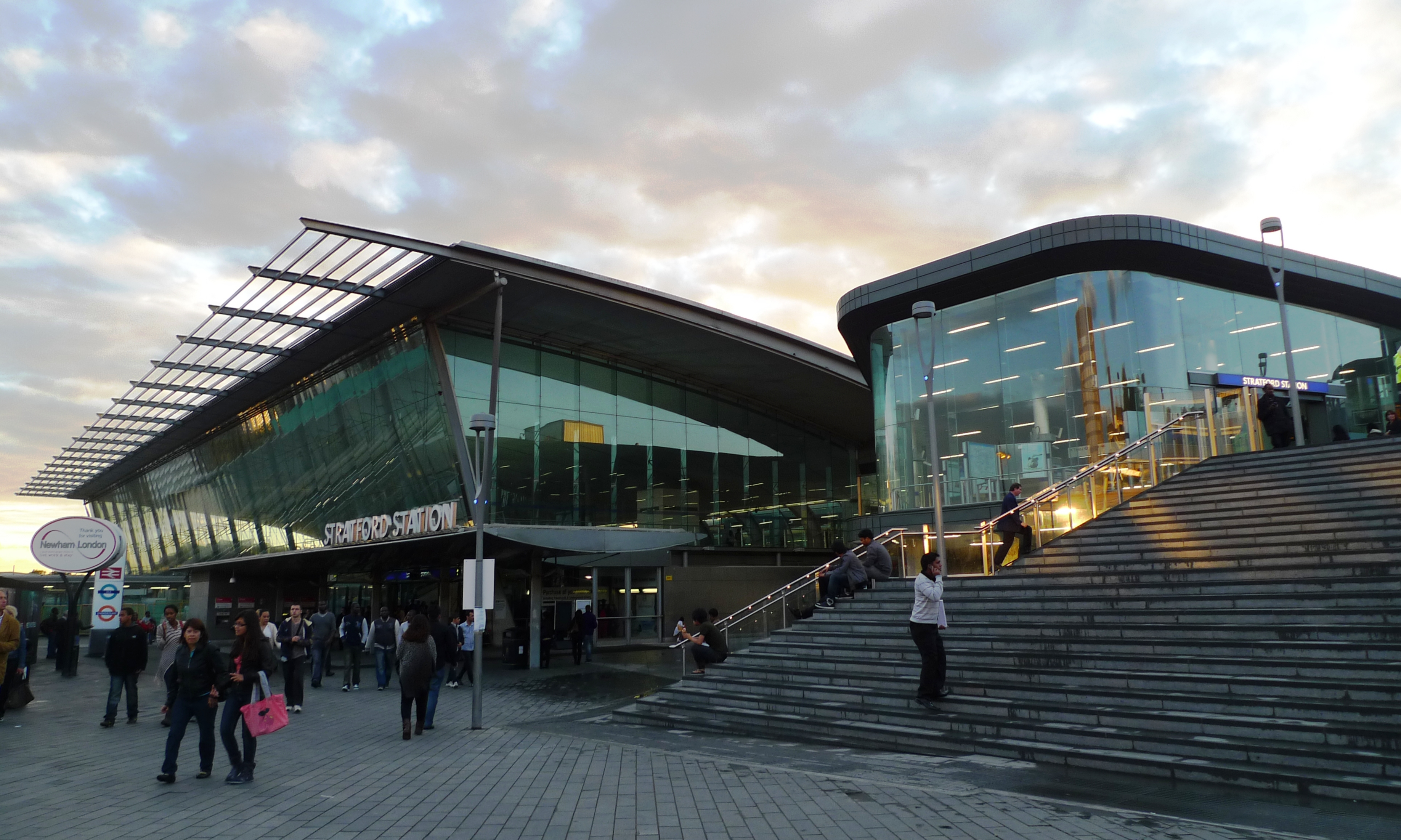
La stazione di Stratford è il principale punto di interscambio dei servizi ferroviari con la rete metropolitana dell'Est di Londra e serve anche lo Stadio Olimpico.

Questa tratta corre sottoterra dalla stazione di Whitechapel a quella di Stratford, presso la quale incomincia a correre in superficie lungo la già esistente linea ferroviaria. Include le stazioni di Stratford, Maryland, Forest Gate, Manor Park, Ilford, Seven Kings, Goodmayes, Chadwell Heath, Romford, Gidea Park, Harold Wood, Brentwood e Shenfield.
Maryland non era inclusa nel progetto del Crossrail fino al 7 agosto 2006, data in cui si è optato per l'utilizzo di treni con il sistema di apertura delle porte selettivo, adatto alle stazioni le cui banchine non hanno la lunghezza adeguata perché eviterà l'apertura delle porte dell'ultima carrozza.

#### Diramazione Whitechapel - Abbey Wood
Questa tratta corre sottoterra da Whitechapel a Canary Wharf e poi verso Abbey Wood. Serve la parte in disuso della North London Line, da North Woolwich a Custom House, attraverso la Galleria Connaught, per poi connettersi alla North Kent Line tramite una galleria che passa sotto il letto del Tamigi. Tale galleria include la predisposizione per la costruzione di una futura stazione, oggetto della deliberazione del 2007 delineata con il costruttore Berkeley Homes. Gli impegni per connettere Crossrail all'aeroporto di Londra-City non sono stati proficui.
Il restauro della Galleria Connaught procedendo con il riempimento con schiuma di calcestruzzo e alesatura, come inizialmente previsto, è stato ritenuto un rischio eccessivo per l'integrità strutturale del tunnel stesso. Perciò si è proceduto, nel 2013, drenando le banchine fluviali che si trovano al di sopra di questa per creare accesso al tetto del tunnel con l'obiettivo di ampliarne il profilo
- Canary Wharf (nuova stazione) precedentemente denominata "Isola dei Cani";
- Custom House (ricostruita con servizi aggiuntivi);
- Woolwich (nuova stazione);
- Abbey Wood per Thamesmead (con l'aggiunta di nuove banchine e il riallineamento dei esistenti binari).

Le seguenti stazioni sono incluse nel progetto di estensione della linea fino a Gravesend: Belvedere, Erith, Slade Green, Dartford, Stone Crossing, Greenhithe per Bluewater, Swanscombe, Northfleet e Gravesend.

### Servizi
Nella sezione centrale, tra le stazioni di Paddington e di Whitechapel, saranno effettuati 24 treni all'ora nelle ora di punta. Nella sezione orientale, questi si divideranno in 12 diretti ad Abbey Wood e 12 diretti a Shenfield (integrati a un servizio di 4 treni all'ora limitato Gidea Park - Liverpool Street). A ovest, invece, il piano iniziale, in riesame per il lungo termine, è quello di far terminare 14 treni all'ora presso Paddington. Dei rimanenti 10 treni all'ora, quattro saranno instradati nella diramazione di Heathrow (integrandosi ai quattro treni dell'Heathrow Express), due continuano verso West Drayton, due verso Maidenhead e due verso Reading.
| Tratta                                     | Servizio della Elizabeth Line negli orari di punta mattutina | Servizio della Elizabeth Line negli orari di morbida |
| ------------------------------------------ | --- | --- |
| Tratta centrale (Paddington - Whitechapel) | 24 treni ogni ora di cui: 4 per Abbey Wood - Heathrow Terminal 4 6 per Abbey Wood - Paddington 2 per Abbey Wood - West Drayton 8 per Shenfield - Paddington 2 per Shenfield - Reading 2 per Shenfield - Maidenhead | 16 treni ogni ora di cui: 4 per Abbey Wood - Heathrow Terminal 4 4 per Abbey Wood - Paddington 4 per Shenfield - Paddington 2 per Shenfield - Reading 2 per Shenfield - Maidenhead |
| Diramazione di Shenfield                   | 16 treni ogni ora di cui: 8 per Shenfield - Paddington 2 per Shenfield - Reading 2 per Shenfield - Maidenhead 4 per Gidea Park - Liverpool Street mainline station.                                                | 8 treni ogni ora di cui: 4 per Shenfield - Paddington 2 per Shenfield - Reading 2 per Shenfield - Maidenhead                                                                       |
| Diramazione di Abbey Wood                  | 12 treni ogni ora di cui: 4 per Abbey Wood - Heathrow Terminal 4 6 per Abbey Wood - Paddington 2 per Abbey Wood - West Drayton                                                                                     | 8 treni ogni ora di cui: 4 per Abbey Wood - Heathrow Terminal 4 4 per Abbey Wood - Paddington                                                                                      |
| Diramazioni di Reading e Heathrow          | 10 treni ogni ora di cui: 4 per Abbey Wood - Heathrow Terminal 4 2 per Abbey Wood - West Drayton 2 per Shenfield - Reading 2 per Shenfield - Maidenhead                                                            | 8 treni ogni ora di cui: 4 per Abbey Wood - Heathrow Terminal 4 2 per Shenfield - Reading 2 per Shenfield - Maidenhead                                                             |

### Segnalamento
Il sistema di segnalamento sarà un misto di ETCS2, sulle diramazioni occidentali che saranno attivate nel 2019, CBTC con ATO (con un possibile upgrade futuro con il sistema ETCS), sulla sezione centrale e la diramazione di Abbey Wood, e con AWS con TPWS, sulla Great Eastern Main Line.

### Elettrificazione
Crossrail utilizzerà linee aeree con tensione a 25 kV a 50 Hz AC, come sulla Great Eastern Main Line e la Great Western Main Line fino a Heathrow. Le linee aeree saranno installate tra il bivio per l'aeroporto di Heathrow e Reading come parte del progetto di Crossrail e dell'ammodernamento della Great Western Main Line.

### Materiale rotabile
Crossrail ha registrato la denominazione Class 345 per i suoi treni. Sono richiesti 65 treni, ciascuno lungo 200 metri adatti per trasportare fino a 1.500 passeggeri. I treni saranno accessibili ai disabili, con zone dedicate per le sedie a rotelle, saranno dotati di annunci audio e video, TVCC e citofoni per contattare il conducente in caso di emergenza. Crossrail ha dichiarato che i nuovi treni saranno basati su modelli già esistenti per ridurre al minimo i costi associati allo sviluppo.
Essi sono progettati per viaggiare fino a 160 chilometri all'ora nei tratti in superficie e 100 chilometri all'ora nelle gallerie. Il piano del 2008 di Governo per l'acquisto del materiale rotabile ha previsto che lo stock per Crossrail sarebbe stato simile al nuovo materiale rotabile utilizzato dal Thameslink e che sarebbero state trasferite altrove sulla rete nazionale le unità multiple elettriche Class 315 e Class 360/2 e quelle multiple a gasolio Class 165.
Nel marzo del 2011, Crossrail ha annunciato che cinque offerenti erano stati inseriti nella rosa dei candidati per il contratto per costruire la Class 345 e l'associato deposito. Uno degli offerenti, Alstom, si ritirò dal processo nel luglio 2011. Nel febbraio 2012 Crossrail ha rivolto un invito alla negoziazione a CAF, Siemens, Hitachi e Bombardier, con le offerte che sarebbero dovute essere presentate a metà 2012.
Siemens fornirà sistemi di segnalamento e di controllo per Crossrail.
Il 6 febbraio 2014, Transport for London e il Dipartimento per i trasporti hanno annunciato che il contratto per costruire e mantenere il nuovo materiale rotabile era stato aggiudicato alla Bombardier Transportation. Il contratto tra TfL e Bombardier riguarda fornitura, consegna e manutenzione di 65 nuovi treni e un deposito a Old Oak Common. I treni saranno costruiti a Litchurch Lane, impianto di produzione di Bombardier a Derby. Grazie a questo contratto sono stati creati circa 760 posti di lavoro nell'industria del Regno Unito oltre a 80 tirocini. Si stima che circa il 74% della spesa contrattuale dovrebbe rimanere nell'economia del Regno Unito. Il progetto dei Class 345 sarà basato sul design del Bombardier Aventra.

#### Servizi iniziali

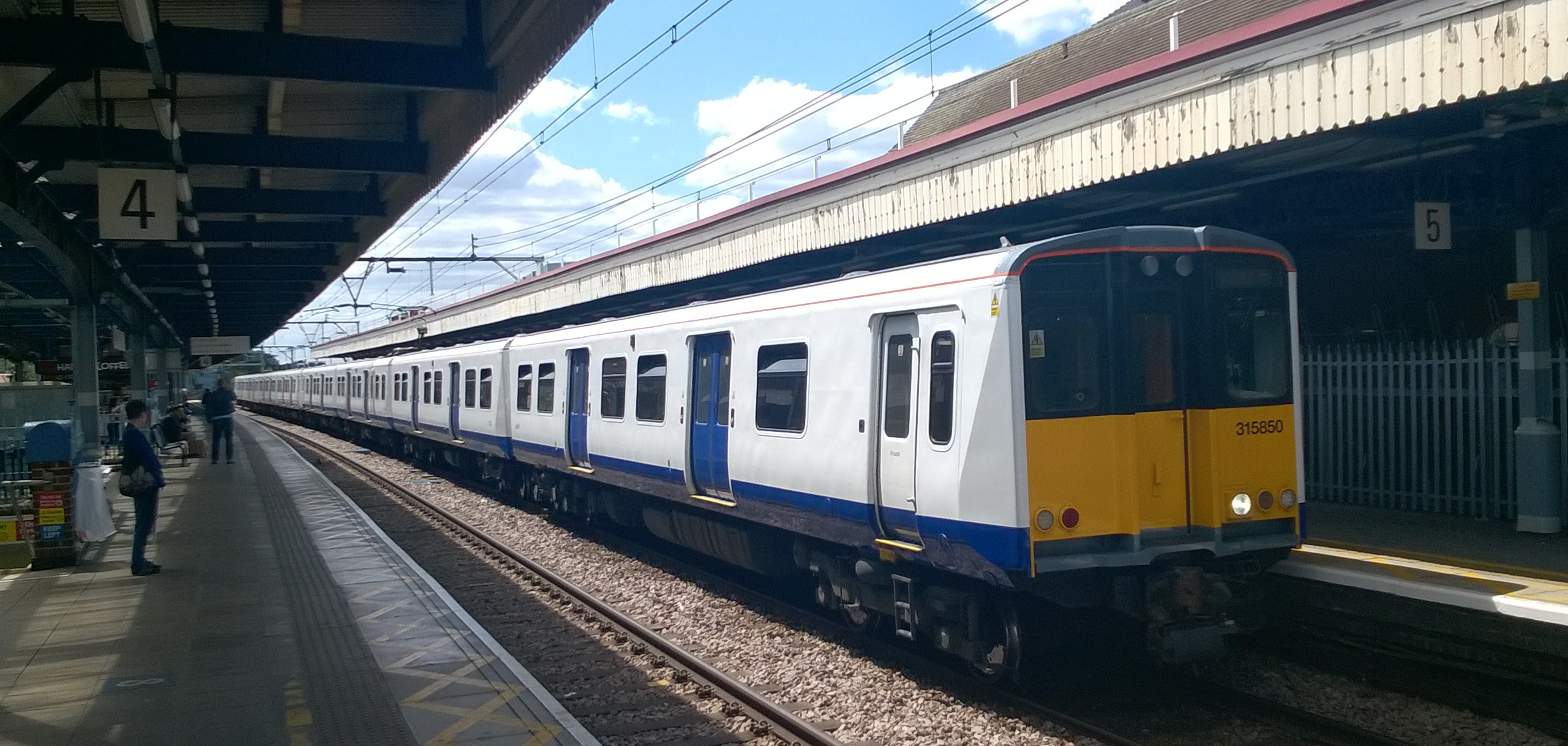
TfL Rail utilizza temporaneamente le unità Class 315 fino a che i nuovi treni saranno consegnati.

Benché i servizi dell'Elizabeth Line non saranno attivi fino al 2019 circa, l'operatore (MTR Crossrail) ha incominciato a gestire i primi servizi dal 31 maggio 2015, rilevando la gestione del servizio suburbano tra Liverpool Street e Shenfield da Abellio Greater Anglia. Per questo servizio, sono stati rilevati da Greater Anglia delle unità multiple elettriche Class 315 fino a che le unità dei Class 345 saranno consegnati e messi in funzione.

### Stazioni
La Elizabeth ha richiesto un lavoro significativo per quanto riguarda le infrastrutture delle stazioni. Infatti, pur se i treni utilizzati inizialmente non superano i 200 metri di lunghezza, le banchine delle dieci nuove stazioni della sezione centrale sono state costruite per consentire la fermata di treni fino a una lunghezza di 240 metri, qualora si dovessero rendere necessari per un elevato numero di passeggeri. Nelle stazioni esistenti, le banchine saranno allungate di conseguenza.
Oltre queste dieci nuove stazioni, nelle sezioni centrale e sud-orientale della linea ve ne sono trentuno già esistenti che hanno subito lavori di ristrutturazione. Tutte queste stazioni sono state aperte il 24 maggio 2022 ad eccezione di Bond Street, che a quella data risultava ancora in fase di finitura prima del collaudo e della messa in servizio. Delle 41 stazioni, 32 hanno l'accesso alle banchine privo di barriere architettoniche e 13 di esse (le stazioni centrali e quelle di Heathrow) prevedono l'accesso ai treni al livello alle piattaforme. Tutte le stazioni saranno dotate di telecamere a circuito chiuso mentre, per via della lunghezza dei marciapiedi, gli indicatori dei treni saranno sopra le porte di banchina nelle stazioni centrali.
Le banchine di Maryland e Manor Park, invece, non potranno essere allungata, quindi, grazie all'uso del sistema d'apertura selettiva delle porte, le porte dell'ultima carrozza non verranno aperte. Nel caso di Maryland la mancata estensione è stata causata dal costo proibitivo, mentre per Manor Park per evitare di ostruire un incrocio ferroviario.
Un modello delle nuove stazioni è stato costruito nel Bedfordshire nel 2011 per dimostrare come la loro integrità architettonica possa mantenersi per almeno un secolo.
Nel luglio 2017 venne annunciato che i servizi Crossrail sarebbero stati estesi al Terminal 5 di Heathrow, il che significava che tutti i terminal di Heathrow avrebbero avuto un servizio Crossrail quando fosse entrata in funzione la linea. I treni tra Paddington e Abbey Wood hanno iniziato a operare il 24 maggio 2022.
| Stazione                 | Immagine                 | Inizio attività                                         | Interscambi |
| ------------------------ | ------------------------ | ------------------------------------------------------- | --- |
| Reading                  |                          | 15 dicembre 2019                                        | National Rail |
| Twyford                  |                          | 15 dicembre 2019                                        | National Rail |
| Maidenhead               |                          | 15 dicembre 2019                                        | National Rail |
| Taplow                   |                          | 15 dicembre 2019                                        | |
| Burnham                  |                          | 15 dicembre 2019                                        | |
| Slough                   |                          | 15 dicembre 2019                                        | National Rail |
| Langley                  |                          | 15 dicembre 2019                                        | |
| Iver                     |                          | 15 dicembre 2019                                        | |
| West Drayton             |                          | 15 dicembre 2019                                        | National Rail |
| Terminal 5               |                          | 9 maggio 2020                                           | Metropolitana (linea Piccadilly)                                                                                   |
| Heathrow Terminal 4      |                          | 20 maggio 2018                                          | Metropolitana (linea Piccadilly)                                                                                   |
| Heathrow Terminals 2 & 3 |                          | 20 maggio 2018                                          | Metropolitana (linea Piccadilly)                                                                                   |
| Hayes & Harlington       |                          | 20 maggio 2018                                          | National Rail |
| Southall                 |                          | 20 maggio 2018                                          | National Rail |
| Hanwell                  |                          | 20 maggio 2018                                          | |
| West Ealing              |                          | 20 maggio 2018                                          | National Rail |
| Ealing Broadway          |                          | 20 maggio 2018                                          | National Rail Metropolitana (linee Central e District)                                                             |
| Acton Main Line          |                          | 20 maggio 2018                                          | |
| Old Oak Common           | Immagine non disponibile | 2030 (prevista)                                         | National Rail |
| Paddington               |                          | TfL Rail: 20 maggio 2018 Elizabeth Line: 24 maggio 2022 | National Rail Metropolitana (linee Bakerloo, Circle, District e Hammersmith & City)                                |
| Bond Street              |                          | 24 ottobre 2022                                         | Metropolitana (linee Central e Jubilee)                                                                            |
| Tottenham Court Road     |                          | 24 maggio 2022                                          | Metropolitana (linee Central e Northern)                                                                           |
| Farringdon               |                          | 24 maggio 2022                                          | National Rail Metropolitana (linee Circle, Hammersmith & City e Metropolitan)                                      |
| Liverpool Street         |                          | TfL Rail: 31 maggio 2015 Elizabeth Line: 24 maggio 2022 | National Rail London Overground Metropolitana (linee Central, Circle, Hammersmith & City, Metropolitan e Northern) |
| Whitechapel              |                          | 24 maggio 2022                                          | London Overground Metropolitana (linee District e Hammersmith & City)                                              |
| Canary Wharf             |                          | 24 maggio 2022                                          | Metropolitana (linea Jubilee) Docklands Light Railway                                                              |
| Custom House             |                          | 24 maggio 2022                                          | Docklands Light Railway                                                                                            |
| Woolwich                 |                          | 24 maggio 2022                                          | National Rail Docklands Light Railway                                                                              |
| Abbey Wood               |                          | 24 maggio 2022                                          | National Rail |
| Stratford                |                          | 31 maggio 2015                                          | National Rail London Overground Metropolitana (linee Central e Jubilee) Docklands Light Railway                    |
| Maryland                 |                          | 31 maggio 2015                                          | |
| Forest Gate              |                          | 31 maggio 2015                                          | London Overground (da Wanstead Park)                                                                               |
| Manor Park               |                          | 31 maggio 2015                                          | |
| Ilford                   |                          | 31 maggio 2015                                          | |
| Seven Kings              |                          | 31 maggio 2015                                          | |
| Goodmayes                |                          | 31 maggio 2015                                          | |
| Chadwell Heath           |                          | 31 maggio 2015                                          | |
| Romford                  |                          | 31 maggio 2015                                          | National Rail London Overground                                                                                    |
| Gidea Park               |                          | 31 maggio 2015                                          | |
| Harold Wood              |                          | 31 maggio 2015                                          | |
| Brentwood                |                          | 31 maggio 2015                                          | |
| Shenfield                |                          | 31 maggio 2015                                          | National Rail |

### Depositi
Crossrail avrà due depositi: uno nell'Ovest di Londra presso Old Oak Common e uno nell'Est di Londra presso Romford.
Un Ordine Legislativo su Trasporti e Lavori pubblici è stato presentato per un ulteriore deposito presso Plumstead. Questo sarà in aggiunta al binario di ricovero del Network Rail più vicino alla stazione di Plumstead.

### Biglietti

Mappa non-ufficiale della Tube che integra Crossrail e le future estensioni della London Overground con l'attuale rete metropolitana.

La biglietteria è integrata con gli altri sistemi di trasporto di Londra ad eccezione del sistema Oyster pay as you go, che non sarà accettato nella sezione occidentale tra West Drayton (al limite della Zona 6 di TfL) e Reading e funzionerà soltanto con carte contactless ivi valide. Gli abbonamenti ordinari e quelli agevolati, invece, saranno validi all'interno della Greater London. Nel servizio Heathrow di TfL Rail (già Heathrow Connect), i viaggi da e per l'aeroporto di Heathrow avranno un prezzo maggiorato a causa del costo aggiuntivo per l'utilizzo del tunnel ferroviario tra l'aeroporto e Hayes & Harlington, ma la fermata sarà inclusa nelle tariffe giornaliere e settimanali come stazione della Zona 6. La Elizabeth Line è integrata con le reti della metropolitana e della National Rail ed è compresa nella classica mappa della metropolitana di Londra, come accade per la London Overground e la Docklands Light Railway.

### Numero di passeggeri
Crossrail ha previsto un numero annuo di passeggeri di oltre 200 milioni a partire dalla sua apertura; questo dovrebbe alleviare la pressione sulle linee della metropolitana di Londra, in particolare la Central. Farringdon dovrebbe diventare una delle stazioni più trafficate del Regno Unito, poiché è la principale stazione di interscambio con i servizi Thameslink. Una volta che la Elizabeth Line sarà completamente a regime, TfL prevede ricavi annui totali per circa £ 500 milioni di sterline nel primo anno di attività (2022-2023) e oltre un miliardo a partire dal 2024/2025.

## Progetti

### Nuove stazioni

#### Old Oak Common

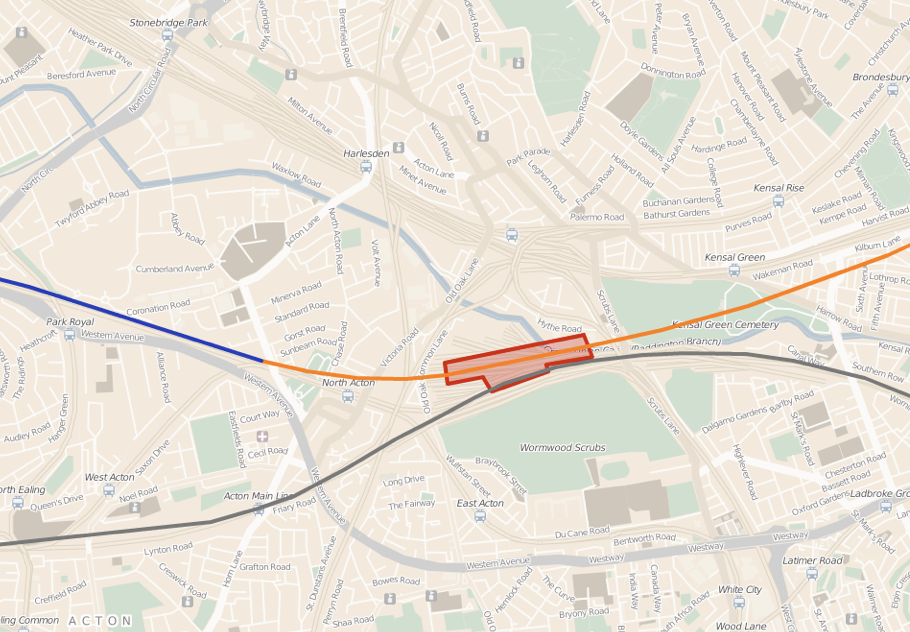
L'area identificata presso Old Oak Common per l'interscambio tra High Speed 2 e Crossrail.

Come parte del piano del governo laburista di Gordon Brown per l'High Speed 2, ovvero il collegamento ferroviario ad alta velocità da Londra a Birmingham, era prevista la costruzione di un interscambio tra Crossrail e la linea ad alta velocità presso Old Oak Common (tra le stazioni di Paddington e Acton Main Line). Questa stazione non verrebbe costruita nella prima fase di Crossrail, bensì come parte del progetto dell'High Speed 2 (la cui costruzione dovrebbe partire, secondo i piani di lavoro, nel 2017). Il governo democratico-liberale e conservatore successo a quello di Gordon Brown ha adottato tale proposta esposta nei progetti che ha portato avanti per consultazione pubblica. Questo significa che è probabile che la costruzione della stazione vada avanti come parte del progetto dell'High Speed 2, dando al Crossrail un potenziale interscambio con l'alta velocità, la Great Western Main Line, la Central line e la London Overground che attraversano la zona. La costruzione della Stazione di Old Oak Common è iniziata nel giugno 2020, con il completamento previsto entro il 2026.

#### Kensal
Il borgo di Kensington e Chelsea sta spingendo per una stazione supplementare nel nord del borgo, a est di Old Oak Common, presso Kensal tra la Ladbroke Grove e la Canal Way. Essendo necessaria la costruzione di un'infrastruttura che permetta l'inversione del treno a ovest di Paddington, si è ipotizzato, inoltre, che situandola a Kensal offrirebbe un servizio frequente alla stazione nuova, aiutando a rigenerare l'area. Il sindaco Boris Johnson ha affermato che questa stazione sarebbe stata aggiunta al progetto se avesse rispettato tre requisiti: non avrebbe dovuto ritardare costruzione del Crossrail, non avrebbe dovuto compromettere il servizio del Crossrail né avrebbe aumentato il costo di realizzazione del Crossrail. In risposta a ciò, il Consiglio di Kensington e Chelsea ha stanziato 33 milioni di sterline, ovvero la somma che risulterebbe per la costruzione di questa stazione secondo i progetti, e ha finanziato uno studio di consulenza che ha concluso che in molti scenari una stazione a Kensal non compromettere le prestazioni del Crossrail. TfL sta conducendo uno studio di fattibilità sulla stazione. Il progetto è sostenuto dai parlamentari locali, i residenti del borgo, il contiguo borgo di Brent, National Grid, i rivenditori Sainsbury's e Cath Kidston e Jenny Jones, membro dell'Assemblea di Londra con i Verdi. Se la stazione dovesse essere approvata e costruita, il Consiglio di Kensington e Chelsea auspica che venga chiamata Portobello Central, capitalizzando sul famoso mercato di Portobello Road, la parte centrale del quale si trova a 800 m a sud della stazione.

#### Silverton
Crossrail utilizza una porzione in disuso della vecchia North London Line, a est di Custom House. Dalla parte meridionale del porto potrebbe essere costruita una stazione presso Silvertown. Fino al 2006 qui esisteva una stazione che però è stata abbandonata e demolita; il progetto prevederebbe la costruzione di una nuova stazione, che, però, sarà collocata leggermente più a oriente rispetto alla precedente. Nonostante l'eventuale futura stazione di Silvertown, oltre a servire l'aeroporto di Londra-City (ora servito dalla stazione della DLR London City Airport), potrebbe fungere da volano per lo sviluppo e la riqualificazione dell'area, la sua costruzione non è prevista all'interno del Crossrail Act, e non sarà parte della costruzione iniziale. Infatti, per ora si ritiene che la DLR fornisca un adeguato servizio alle aree servite dalle ex-stazioni di Silvertown e di North Woolwich, anche per il fatto che il servizio della DLR è più frequente di quello che serviva precedentemente North Woolwich lungo la North London Line.

### Estensioni

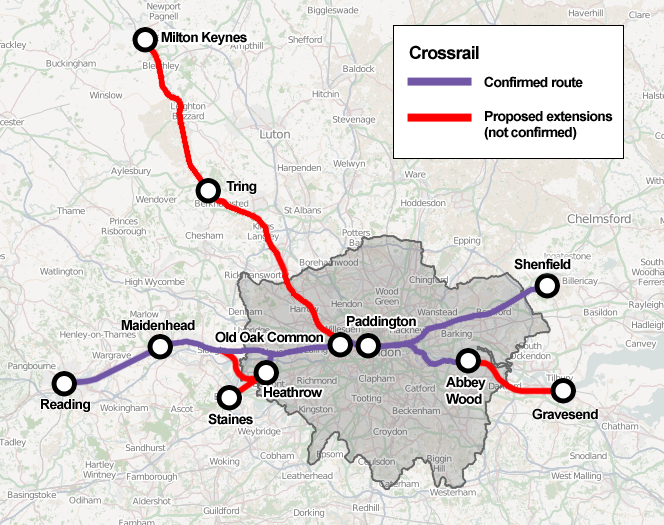
Mappa che abbozza le possibili estensioni del Crossrail come raccomandato nella "Strategia di utilizzo dei percorsi" del 2011.

#### Verso Reading
Secondo i piani originali, il capolinea occidentale del Crossrail era stato progettato per essere Maidenhead. Vari commentatori hanno sostenuto un'estensione del percorso più a ovest, fino a Reading, in particolare a seguito dell'annuncio governativo del luglio del 2009 che proclamava il progetto per l'elettrificazione della Great Western Main Line. Il capolinea a Reading è stato anche consigliato nella Strategia di utilizzo dei percorsi del 2011 di Network Rail.
Il Governo del Regno Unito e Transport for London hanno valutato la possibilità di estendere la linea a Reading e, nel marzo del 2014, è stato annunciato che l'estensione da Maidenhead a Reading sarebbe diventata, per certo, parte del progetto del Crossrail.
Non sono, tuttavia, mancate controversie circa l'arrivo del Crossrail a Reading. Il Consiglio locale a maggioranza laburista supporta l'estensione fino a Reading ma il parlamentare conservatore per Reading East, Rob Wilson, ha espresso il proprio dissenso sostenendo che i treni del Crossrail (che fermeranno a ogni stazione) sarebbero effettivamente più lenti dell'attuale servizio Reading - Paddington. Secondo Wilson, "Abbiamo bisogno del giusto Crossrail, non di un Crossrail".

#### Lungo la West Coast Main Line
Nel luglio del 2011, Network Rail ha raccomandato, all'interno della Strategia di utilizzo dei percorsi, e in particolare per quanto riguarda Londra e il Sud-est, di inserire nel Crossrail l'attuale servizio Euston - Milton Keynes Central: deviando questo servizio, che corre lungo la West Coast Main Line, attraverso Old Oak Common nel Crossrail si libererebbe capacità nella stazione di Euston per l'High Speed 2. Ciò fornirebbe un servizio diretto dalla West Coast Main Line a Shenfield, Canary Wharf e Abbey Wood, sfrutterebbe meglio la capacità di Crossrail a ovest di Paddington e migliorerebbe l'accesso all'aeroporto di Heathrow da nord. Nell'ambito di questo progetto, tutti i treni del Crossrail avrebbero continuato a ovest di Paddington, che non sarebbe diventata capolinea di alcun treno: dei 24 treni all'ora che avrebbero attraversato Crossrail, 10 avrebbero servito l'aeroporto di Heathrow, 6 le stazioni fino a Maidenhead e Reading e 8 le stazioni fino a Milton Keynes Central.
Nel mese di agosto 2014, una dichiarazione del Segretario di Stato dei Trasporti, Patrick McLoughlin, ha indicato che il Governo stava attivamente valutando l'estensione del Crossrail sino a Tring e Milton Keynes Central, con potenziali fermate a Wembley Central, Harrow e Wealdstone, Bushey, Watford Junction, Kings Langley, Apsley, Hemel Hempstead, Berkhamsted, Tring, Cheddington, Leighton Buzzard e Bletchley. L'estensione potrebbe alleviare alcune pressioni dalla stazione di Euston sia ferroviaria sia della metropolitana, aumentandone al contempo la connettività.

#### Verso Gravesend e Hoo Junction
Il percorso in direzione di Gravesend è stato tutelato dal Dipartimento dei Trasporti, nonostante la mancanza evidente, al febbraio del 2008, di un piano di estensione del Crossrail oltre Abbey Wood, dove si attesta l'attuale progetto.

#### Heathrow Express
Nella Strategia di utilizzo dei percorsi elaborata da Network Rail, si proponeva anche un'integrazione del servizio Heathrow Express da Heathrow Terminal 5, da prelevare all'attuale gestore, Great Western Main Line, per ridurre rotture di carico dei passeggeri a Paddington.

## Gestione e franchise
La Elizabeth Line è stata costruita per conto di Crossrail Srl, controllata congiuntamente da Transport for London e il Dipartimento per i trasporti fino al dicembre 2008, quando la piena proprietà è stata trasferita a TfL. Crossrail Srl ha in cassa un pacchetto di finanziamento 15,9 miliardi di sterline per la costruzione della linea. Mentre le diramazioni, sia a ovest che quella verso Shenfield, saranno ancora di proprietà di Network Rail, il tunnel centrale sarà interamente di proprietà e gestito da TfL.
Il 18 luglio 2014, London Rail, divisione di TfL, ha annunciato che MTR Corp aveva vinto la concessione per operare i servizi per otto anni, con un'opzione per altri due anni. La concessione sarà simile a quella della London Overground. Si prevede di lasciare inizialmente la concessione per otto anni a partire dal 2015, prelevando il controllo del servizio suburbano Liverpool Street - Shenfield da Abellio Greater Anglia nel maggio 2015 e del servizio Paddington - Reading e Paddington - Heathrow da Great Western Railway nel 2018.
In previsione del trasferimento del maggio 2015 del servizio Shenfield - Liverpool Street dalla società Greater Anglia a Crossrail, il bando di gara per la concessione ferroviaria nel biennio 2012-2013 imponeva al nuovo operatore ferroviario di istituire un "Crossrail Business Unit" separato, per quei servizi che sarebbero terminati prima della fine del 2012. Questa unità avrebbe dovuto o agevolare il trasferimento dei servizi al nuovo operatore ferroviario Crossrail Train Operating Concession (CTOC) durante per la concessione nel biennio successivo, o applicare l'opzione di estensione della concessione per un anno dopo il biennio 2012-2013.